# Karen Allen
Karen Jane Allen (ur. 5 października 1951 w Carrollton) – amerykańska aktorka, znana z roli Marion Ravenwood w filmach Poszukiwacze zaginionej Arki, Indiana Jones i Królestwo Kryształowej Czaszki oraz Indiana Jones i artefakt przeznaczenia

## Życiorys

### Wczesne lata
Urodziła się w niewielkim Carrollton w południowym Illinois. Jej matka Patricia pracowała jako nauczycielka, ojciec Carroll był zaś agentem FBI, więc ze względu na jego zajęcie rodzina często zmieniała miejsce zamieszkania i Karen spędziła pierwszych 10 lat podróżując po całym kraju z dwiema siostrami. Po ukończeniu szkoły średniej DuVal High School w Lanham w Maryland, mając 17 lat przeniosła się do Nowego Jorku, by studiować sztukę i wzornictwo w Fashion Institute of Technology. Później studiowała na University of Maryland i spędziła czas na podróżach po Ameryce Południowej i Środkowej. Zapisała się do kilku grup dla aspirujących pisarzy, uczęszczała na kursy dla młodych autorów. Po obejrzeniu sztuki, którą Jerzy Grotowski wystawiał w Filadelfii, 1974 roku dołączyła do grupy teatralnej, a trzy lata potem przeprowadziła się do Nowego Jorku i uczyła się aktorstwa w Washington Theatre Laboratory i Lee Strasberg Theatre Institute.

### Kariera
Po swoim pierwszym przesłuchaniu, do komedii Johna Landisa Menażeria (National Lampoon's Animal House, 1978), dostała upragnioną rolę i wkrótce zadebiutowała na ekranie jako Katy u boku Johna Belushi, Tima Mathesona i Toma Hulce'a. Przez jakiś czas cierpiała na zapalenie spojówek i rogówki (keratoconjunctivitis). Zagrała potem Ninę w dramacie Philipa Kaufmana Włóczęgi (The Wanderers, 1979) z Kenem Wahlem i thrillerze Williama Friedkina Zadanie specjalne (Cruising, 1980) u boku Ala Pacino. W 1980 Rob Cohen zaangażował ją do roli Jessiki Bloom w dramacie Więzy przyjaźni (A Small Circle of Friends) z Bradem Davisem i Shelley Long, gdzie została zauważona przez Stevena Spielberga, który z kolei powierzył jej rolę Marion Ravenwood w filmie Poszukiwacze zaginionej Arki (Raiders of the Lost Ark, 1981) u boku Harrisona Forda, dzięki czemu stała się aktorką rozpoznawalną.

### Życie prywatne
1 maja 1988 wyszła za mąż za Kale'a Browne, z którym ma syna Nicholasa (ur. 14 września 1990). Jednak w roku 1997 doszło do rozwodu. Związała się z muzykiem Stephenem Bishopem.

## Filmografia
- 1980: Zadanie specjalne jako Nancy Gates
- 1981: Poszukiwacze zaginionej Arki (Raiders of the Lost Ark) jako Marion Ravenwood
- 1982: Najwyższa stawka (Shoot the Moon) jako Sandy, dziewczyna George'a
- 1984: Gwiezdny przybysz (Starman) jako Jenny Hayden
- 1986: Terminus jako Gus
- 1988: Wigilijny show jako Claire Phillips
- 1992: Malcolm X jako panna Dunne
- 1993: Król wzgórza (King of the Hill) jako pani Mathey, nauczycielka Aarona
- 2000: Gniew oceanu (The Perfect Storm) jako Melissa Brown
- 2001: Za drzwiami sypialni (In the Bedroom) jako Marla Keyes
- 2001: Światowy podróżnik (World Traveler) jako Dolores
- 2008: Indiana Jones i Królestwo Kryształowej Czaszki (Indiana Jones and The Kingdom of the Crystal Skull) jako Marion Ravenwood
- 2023: Indiana Jones i artefakt przeznaczenia (Indiana Jones and the Dial of Destinity) jako Marion Ravenwood